# Teenage Mutant Milk-Caused Hurdles
«Teenage Mutant Milk-Caused Hurdles» (укр. «Підлітки-мутанти і неприємності, викликані молоком») — одинадцята серія двадцять сьомого сезону мультсеріалу «Сімпсони», прем'єра якої відбулась 10 січня 2016 року у США на телеканалі «Fox».

## Сюжет
Завгосп Віллі замінює вчителя у класі Барта. Він намагається втихомирити дітей читаючи їм вірші Роберта Бернза, а потім граючи на волинці. У класі з'являється інспектор Чалмерз, який представляє нову вчительку місіс Берреру, сержанта ВПС у відставці. Барт побачивши її починає поводитися дивно, як старанний учень.
Тим часом Гомер вирушає в магазин, щоб купити молоко для сім'ї. Апу розповідає, що виробники «Buzz-коли» тепер виробляють і «Buzz-молоко», яке вдосконалене у порівнянні зі звичайним молоком і його дуже люблять діти. Гомер, піддавшись рекламі, купує багато упаковок нового молока…
У школі у Барта з'являється суперник в особі директора Скіннера, який починає залицятися до місіс Беррери. Барт бачачи, що програє в цій сутичці, вирішує всіляко йому перешкодити.
Наступного дня, після споживання нового молока, з'ясовується, що у Ліси з'явилися прищі, у Барта почали рости вуса, а у Меґґі тепер великі густі брови. Гомер навчає Барта голитися, а Мардж намагається допомогти Лісі за допомогою косметики. Завдяки її макіяжу, вона стає дуже популярною в школі. Її навіть запрошують на вечірку для третьокласників. Ця вечірка проходить просто неба і раптово там починають збиратися хмари. Допоки дощ не змив всю її косметику, Ліса вирішує заздалегідь зізнатися всім, що у неї проблеми зі шкірою. Однак, коли вона стирає макіяж… виявляється, що у неї нормальна шкіра — погане молоко вийшло.
Вона повідомляє Барту, що зміну їхньої поведінки, як і зовнішності, було спричинено гормонами з молока і радить брату залишити Скіннера в спокої і не заважати його щастю. Барт дослухається до цієї поради. Однак згодом Беррера саме йде від директора після знайомства з його матір'ю. Увечері Скіннер, Барт і Мілгаус відправляються за школу смажити зефір.
У фінальній сцені, під час сніданку, Ліса грає на саксофоні на кухні. Вона стверджує, що більше ніколи не використовуватиме макіяж, допоки не гратиме у «Карнеґі-хол». Однак Барт знущається з неї, промовляючи її мрію вголос (що, за її словами, може зурочити). Вони починають битись на підлозі, але їх розганяє Меґґі, яка зараз має досі надзвичайну силу завдяки молочним гормонам.

## Культурні відсилання і цікаві факти
- Сцена на дивані відсилає до таких серіалів 1980-х, як «Поліція Маямі» і «Лицар доріг», а також до сучасних робіт — короткометражного фільму «Kung Fury» і мультсеріалу «Moonbeam City»[1].
  - Весь відеоряд супроводжується композицією «Push It to the Limit», саундтрека до фільму «Обличчя зі шрамом», у виконанні Пола Енгеманна.
- Мілгаус каже, що як і Барт тепер, був закоханий у колишню вчительку — місіс Крабапель.

## Ставлення критиків і глядачів
Під час прем'єри серію переглянули 8,33 млн осіб з рейтингом 3.6, що зробило її найпопулярнішим шоу на каналі «Fox» тієї ночі і у 27 сезоні загалом.
Денніс Перкінс з «The A.V. Club» дав серії оцінку B, сказавши, що серія — «дивовижно мила і забавна», однак «епізод дійсно страждає від виділення запрошеній зірці, Софії Вергарі, мало часу…».
Згідно з голосуванням на сайті The NoHomers Club більшість фанатів оцінили серію на 3/5 із середньою оцінкою 2,89/5.